# السيد روبوت
السيد روبوت هو مسلسل إثارة ودراما تليفزوني أمريكي من إنشاء سام إسماعيل لصالح يو إس إيه نيتورك. من بطولة رامي مالك بدور إليوت ألدرسون، وهو مهندس أمن سيبراني ومخترق أمني مصاب باضطراب القلق الاجتماعي واضطراب اكتئابي. يُجند أليوت بواسطة متمرد فوضوي يدعى «سيد روبوت»، يجسده كريستيان سلاتر، للانضمام إلى مجموعة هاكتفيزم تدعى «إف سوسايتي». تهدف المجموعة إلى تدمير جميع سجلات الديون من خلال تشفير البيانات المالية لشركة إي كورب، أكبر تكتل في العالم.
بدأ عرض الموسم الأول بتاريخ 24 يونيو 2015 بينما عُرض الموسم الرابع والأخير في 6 أكتوبر 2019 وانتهى في 22 ديسمبر 2019.
تلقى السيد روبوت إشادة نقدية خصوصاً لأدائي رامي مالك وكريستيان سلاتر وقصته والتقديم البصري وموسيقى ماك كويل. سام إسماعيل أخرج أول 3 حلقات من الموسم الأول ثم أخرج كل الحلقات الباقية ابتداء من الموسم الثاني. تلقى المسلسل عدة جوائز من بينها جائزتي غولدن غلوب وجائزتي إيمي برايم تايم.

## طاقم العمل
- رامي مالك
- كارلي شايكين
- بورشيا دووبلدي
- مارتن فالستروم
- كريستين سلاتر
- فرانكي شاو